# مملكة البرازيل
مملكة البرازيل (بالبرتغالية: Reino do Brasil‏)، أُسست عام 1815 بعد رفع وضع البرازيل من مستعمرة إلى مملكة وتم إنشاء المملكة المتحدة للبرتغال والبرازيل والغرب يرجع سبب رفع البرازيل إلى مملكة إلى فرار العائلة المالكة (بيت براغانزا) إلى البرازيل عام 1807 بعد هروب من خطر الحرب النابليونية بحيث تم نقل العاصمة من لشبونة إلي ريو دي جانيرو، بحيث تعتبر هذه الحالة الوحيدة في أوروبا بأن تحكم الدولة من مستعمرتها، تحسنت الأوضاع في البرازيل فزادت الخزينة الدولة من الأموال إلى حد لم تصله في السابق وفتحت الجامعات والمدراس والمقاهي والمطاعم.
بعد انتهى الحرب النابليونية عام 1815 بمؤتمر فيينا أصرّ الأوروبيون إلى عودة العائلة المالكة إلى أوروبا ومع ذلك لم يكثرت الأمير جواو السادس بأوامر الأوروبيين وشعبه في الوطن، فكانت المفاجأة هي رفع وضع البرازيل إلى مملكة أسس المملكة المتحدة لتصبح والدتها أول ملوكها توفيت والدته في مارس 1816 وأخيراً أصبح الأمير ملكاً بعد دوم أربعة وعشرين سنة على وصاية والدتها، لم يستطيع الملك جواو السادس مقاومة شعبه في الوطن بعد الثورة الليبيرالية في 1820 التي بدأت في بورتو وكانت مطالبها عودة العائلة إلى الوطن، فالإتراح الملك خياراً بأن يكون أبنه بيدرو وصيه في البرتغال ولكنه رفض الفكرة؛ فقام الملك أبنه بيدرو على شؤون البرازيلية وعادت العائلة إلى أوروبا بسلام، ولكن سرعان ما أقر كورتيس البرتغالي جلسته الأولى حول وضع البرازيل بحيث أتفقوا على رجوع الأمير الملكي والرجوع البرازيل إلى وضعها السابق (أيّ: مستعمرة) ولكن الأمير رفض الفكرة وأعلن نفسه إمبراطورأ بعد استقلال البلاد في أواخر عام 1822 لتصبح البرازيل بعد ذلك إمبراطورية (1889-1822)، أنكرت البرتغال في البداية هذا الأستقلال ولكن مع ضغط من حليفتها بريطانيا العظمى اعترفت بها أخيراً من خلال معاهدة ريو دي جانيرو عام 1825.